# Croton calyciglandulosus
Espèce
Croton calyciglandulosus est une espèce de plantes à fleurs du genre Croton et de la famille des Euphorbiaceae, présente au Brésil (Rio Grande do Sul).